# Ride a Rock Horse
Ride a Rock Horse è il secondo album in studio da solista del cantante britannico Roger Daltrey, noto come membro dei The Who. Il disco è uscito nel 1975.

## Tracce
1. Come and Get Your Love (Russ Ballard) – 3:46
2. Hearts Right (Paul Korda) – 3:02
3. Oceans Away (Phillip Goodhand-Tait) – 3:17
4. Proud (Ballard) – 4:54
5. World Over (Korda) – 3:11
6. Near to Surrender (Ballard) – 2:35
7. Feeling (Korda) – 4:38
8. Walking the Dog (Rufus Thomas) – 4:37
9. Milk Train (Dominic Bugatti, Frank Musker) – 3:21
10. I Was Born to Sing Your Song (Chris Neal, Donny Marchand) – 4:36

## Formazione
- Roger Daltrey - voce
- Russ Ballard - chitarra, tastiere
- Clem Clempson - chitarra
- Stuart Francis - batteria
- Dave Wintour - basso
- John Barham - arrangiamenti archi e ottoni
- Paul Korda - piano, cori
- Henry Spinetti - batteria